# Kráľova hoľa
La Kráľova hoľa, culminant à 1 946 mètres d'altitude, est un pic dans la partie orientale du massif des Basses Tatras, dans les Carpates occidentales de Slovaquie.

## Activités
Depuis 1960, une antenne de retransmission de télévision est installée au sommet.